# Bernhard Christian Wangelin
Bernhard Christian Wangelin, död 1686, var en svensk diplomat och krigare av mecklenburgsk familj.
Wangelin var överste i svensk tjänst för ett värvat dragonregemente och 1672–1674 därjämte envoyé vid brandenburgska hovet. Som sådan åtföljde han under fransk-nederländska kriget kurfursten Fredrik Vilhelm i hans fälttåg mot fransmännen vid Rhen under dessa år samt medverkade vid fredsfördraget mellan Frankrike och Brandenburg i Vossem (juni 1673), varigenom kurfursten för en tid utträdde ur förbundet med Nederländerna. Sedan Fredrik Vilhelm på nytt brutit med Frankrike, sökte Wangelin, denna gång fruktlöst, återigen förmå honom till fred, och när av denna anledning spänningen mellan Sverige och Brandenburg under sommaren 1674 blev allt starkare, hemkallades Wangelin från Berlin i november samma år. Han deltog sedan i svenska arméns inryckning i Brandenburg 1675. När svenskarna i juni samma år besatte Havellinjen, förlades Wangelin med sitt dragonregemente i Rathenow. Där blev han den 15 juni överrumplad och tillfångatagen av brandenburgarna. Denna händelse blev signalen till
svenska arméns reträtt, varunder bland annat striden vid Fehrbellin utkämpades. Utväxlad efter ett par månader, kallades Wangelin till Sverige för att stå till svars, men
frikändes. Då Sveriges läge under det följande kriget med Brandenburg och Danmark snart började arta sig betänkligt, beslöt Karl XI 1676 att känna sig för hos kurfursten angående en separatfred. Instruktion och fullmakt utfärdades för den svenske överbefälhavaren i Pommern Otto Wilhelm von Königsmarck, varjämte Wangelin anvisades honom som lämplig mellanhand vid underhandlingen. Dessa handlingar anförtroddes åt Wangelin vid hans återresa till Pommern i juni 1676. Wangelin blev emellertid på vägen uppbringad av ett brandenburgskt örlogsfartyg. Sina papper lyckades han dock kasta i havet; men detta hade å andra sidan till följd, att han inte kunde legitimera sig som förhandlare, och uppslaget blev obegagnat. Tyska historiker antog länge mestadels, att Wangelins uppgifter i denna sak var ett påhitt, avsett att förbättra
hans ställning, men det riktiga förhållandet är numera konstaterat. Efter en tid utväxlades Wangelin på vissa villkor, och då kurfursten efteråt fordrade, att han skulle återgå i fångenskapen, avböjdes detta av Karl XI. Vid frigivningen, på nyåret 1677, hade Wangelin från brandenburgsk sida mottagit antydningar om, att kurfursten nu vore benägen till en förlikning med Sverige, men denna gång förhöll sig den svenska regeringen avvisande. På hösten 1678 deltog Wangelin i fältmarskalken Henrik Horns marsch från Livland mot kurfurstliga Preussen och gjorde därvid generalmajors tjänst. Vid kurfurstens annalkande var han en av de generaler, som i krigsrådet uttalade sig för att upptaga striden med fienden. År 1679 utnämndes han till generalmajor. Samma år var Wangelin en tid svenskt sändebud i Holstein. Han var guvernör i Wismar 1680–1683 och överkommendant i Stade 1683–1686.